# Brignano-Frascata
Brignano-Frascata – miejscowość i gmina we Włoszech, w regionie Piemont, w prowincji Alessandria.
Według danych na styczeń 2010 gminę zamieszkiwały 462 osoby przy gęstości zaludnienia 26,5 os./1 km².

## Bibliografia

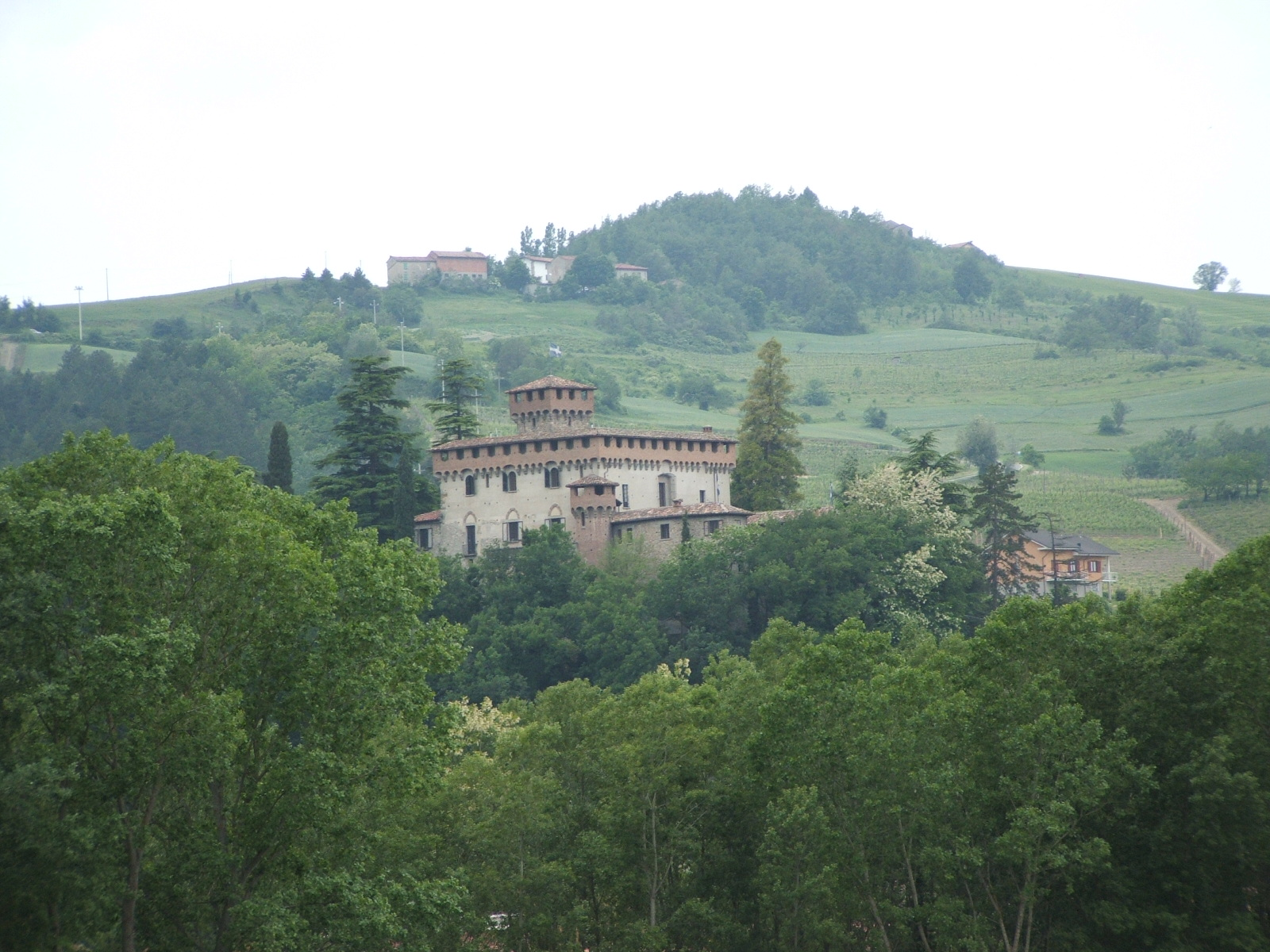
Zamek w Brignano-Frascata